# Censor (film, 2021)
Pour plus de détails, voir Fiche technique et Distribution.
Censor est un film britannique réalisé par Prano Bailey-Bond, sorti en 2021.

## Fiche technique
- Titre original : Censor
- Réalisation : Prano Bailey-Bond
- Pays d'origine :  Royaume-Uni
- Langue originale : Anglais
- Dates de sortie :
  - États-Unis :  28 janvier 2021 (Festival du film de Sundance)[1]
  - Suisse : 2 juillet 2021 (Festival international du film fantastique de Neuchâtel 2021
  - Royaume-Uni : 20 août 2021

## Distribution
- Niamh Algar : Enid Baines
- Nichol: Burns : Sanderson
- Vincent Franklin : Fraser
- Sophia La Porta : Alice Lee
- Adrian Schiller : Frederick North
- Michael Smiley : Doug Smart
- Guillaume Delaunay : Beastman